# 罗恩·约翰逊 (苹果公司)
罗恩·约翰逊（英語：Ron Johnson，1959年—），是潘尼百貨（英語：J. C. Penney）的前任行政總裁，曾任職於蘋果公司，擔任苹果零售店（英語：Apple Store）部门高级副总裁。他一手创造了苹果举世闻名的连锁零售店，并创造性地设计了天才吧（Genius Bar）这个苹果产品综合服务站 。他于2000年1月加入苹果，2011年11月加入 J. C. Penney。他也曾是塔吉特的高级副总裁。2013年四月从 J. C. Penney CEO之位辞职。
2000 年被乔布斯聘用，负责发展苹果零售店。在他的领导下, 苹果零售店得到了极大的发展，给苹果带来的收入极高，是全球最优秀的连锁零售店品牌之一。今天苹果开了超过三百家零售店, 在超过11个国家和地区拥有分店。